# Papstzitat von Regensburg
Bei seinem zweiten Besuch als Papst in Deutschland hielt Benedikt XVI. am 12. September 2006 vor Wissenschaftlern an der Universität Regensburg eine Vorlesung. Das als Papstzitat von Regensburg bekannt gewordene Diktum ist eine Äußerung in dieser Vorlesung.

## Inhalt
Der Papst zitierte eine Aussage zur Rolle der Gewalt im Islam, die der byzantinische Kaiser Manuel II. Palaiologos (1350–1425) während der Unterhaltung mit einem persischen Gelehrten machte:

„Ohne sich auf Einzelheiten wie die unterschiedliche Behandlung von ‚Schriftbesitzern‘ und ‚Ungläubigen‘ einzulassen, wendet er [Anm.: der Kaiser] sich in erstaunlich schroffer, uns überraschend schroffer Form ganz einfach mit der zentralen Frage nach dem Verhältnis von Religion und Gewalt überhaupt an seinen Gesprächspartner. Er sagt: ‚Zeig mir doch, was Mohammed Neues gebracht hat, und da wirst du nur Schlechtes und Inhumanes finden wie dies, dass er vorgeschrieben hat, den Glauben, den er predigte, durch das Schwert zu verbreiten‘. Der Kaiser begründet, nachdem er so zugeschlagen hat, dann eingehend, warum Glaubensverbreitung durch Gewalt widersinnig ist. Sie steht im Widerspruch zum Wesen Gottes und zum Wesen der Seele. ‚Gott hat kein Gefallen am Blut‘, sagt er, ‚und nicht vernunftgemäß, nicht σὺν λόγω a zu handeln, ist dem Wesen Gottes zuwider‘. Der Glaube ist Frucht der Seele, nicht des Körpers. Wer also jemanden zum Glauben führen will, braucht die Fähigkeit zur guten Rede und ein rechtes Denken, nicht aber Gewalt und Drohung… Um eine vernünftige Seele zu überzeugen, braucht man nicht seinen Arm, nicht Schlagwerkzeuge noch sonst eines der Mittel, durch die man jemanden mit dem Tod bedrohen kann.“

## Reaktionen

### Erste Reaktionen
Die Worte des Papstes wurden von einer Reihe von islamischen Religionsvertretern als „Hasspredigt“ charakterisiert und heftig kritisiert. Dagegen betonte Hürriyet-Kolumnist Mehmet Yilmaz, aus dem Redetext gehe klar hervor, „dass sich der Papst von den Zitaten aus dem Mittelalter distanziert habe“.
Auf die Proteste aus der muslimischen Welt reagierte der Heilige Stuhl zunächst mit einer schriftlichen Klarstellung durch den Leiter des vatikanischen Presseamtes Federico Lombardi vom 14. September 2006. Er betonte, dem Papst sei es um eine entschiedene Zurückweisung religiös motivierter Gewalt gegangen, nicht darum, die Gefühle der Muslime zu verletzen. Zwei Tage später, am 16. September 2006, gab Kardinalstaatssekretär Tarcisio Bertone eine schriftliche Stellungnahme zu dem Vorgang heraus und machte ebenfalls deutlich, dass der Papst sich von dem in seinem Vortrag verwendeten Zitat klar distanziert hatte. Er drückte darin das Bedauern des Heiligen Vaters aus, dass Abschnitte seiner Ansprache verletzend geklungen haben könnten und in einer Weise ausgelegt wurden, die den Absichten seiner Rede vollkommen zuwiderlaufe. Er habe in keiner Weise religiöse Empfindungen der Muslime verletzen wollen. Auf einem speziell einberufenen Empfang am 25. September 2006 teilte der Papst den Vatikanbotschaftern der meisten beim Heiligen Stuhl vertretenen muslimischen Länder seine Gedanken persönlich mit.
Adel Theodor Khoury, der Herausgeber der Quellenedition, aus welcher der Papst das Zitat entnommen hatte, nahm Benedikt XVI. ebenfalls in Schutz, erklärte aber auch, dass man die Aussage hätte präzisieren können, um Missverständnisse zu vermeiden. Der Philosoph Kurt Flasch warf dem Papst eine ungenaue Argumentation und die Verwendung eines falschen Kant-Zitats in seinem Vortrag vor. Von protestantischer Seite verwies der Theologieprofessor Rolf Schieder darauf, dass der Papst nicht nur der islamischen, sondern vor allem auch der protestantischen Theologie mangelnde Vernunftbindung unterstellt habe.

### Stellungnahme des Vatikans
In der im Namen des Papstes veröffentlichten Erklärung von Kardinalstaatssekretär Tarcisio Bertone heißt es unter anderem:

„Im Hinblick auf das Urteil des byzantinischen Kaisers Manuel II. Palaiologos, das von ihm in der Vorlesung von Regensburg angeführt wurde, hatte und hat der Heilige Vater nicht die Absicht, es sich in irgendeiner Weise zu eigen zu machen, sondern er bediente sich dessen, um daraus in einem akademischen Kontext – wie sich bei der aufmerksamen Lektüre des ganzen Textes der Regensburger Rede zeigt – einige Reflexionen zum Verhältnis von Religion und Gewalt im Allgemeinen zu entwickeln. Diese Überlegungen mündeten in eine entschiedene Zurückweisung von religiösen Motivationen von Gewalt, woher auch immer sie kommen.“

Im Dezember 2006 erschien die offizielle und mit Fußnoten versehene Ausgabe der Regensburger Rede. Der umstrittene Absatz wurde wie folgt abgewandelt:

„Ohne sich auf Einzelheiten wie die unterschiedliche Behandlung von ‚Schriftbesitzern‘ und ‚Ungläubigen‘ einzulassen, wendet er sich in erstaunlich schroffer, für uns unannehmbar schroffer Form ganz einfach mit der zentralen Frage nach dem Verhältnis von Religion und Gewalt überhaupt an seinen Gesprächspartner.“

In den Fußnoten wird erneut betont, dass der Papst das Missverständnis bedauert und sich nie das Zitat zu eigen machen wollte, sondern lediglich auf den wesentlichen Zusammenhang zwischen Glaube und Vernunft hinführen wollte und Ehrfurcht gegenüber dem Koran empfindet.
Nach der Türkei-Reise des Papstes vom 28. November bis zum 1. Dezember, die er nur einen Monat nach dem Vorfall planmäßig antrat, bezeichnete Staatssekretär Tarcisio Bertone „den Fall Regensburg“ gegenüber Radio Vatikan jovial als „archäologisches Relikt“ (dem Sinne nach: „Schnee von gestern“). Der Papst habe mit seiner Reise bewiesen, dass er für einen echten Dialog mit dem Islam offen sei, so Bertone. Man habe jetzt das Gefühl, dass seit dem Missverständnis um die fehlinterpretierte Rede „schon ein Jahrtausend“ vergangen sei. Die Reise sei für das Kirchenoberhaupt sehr anstrengend gewesen, doch habe Papst Benedikt damit gezeigt, dass ihm das Gespräch mit den Muslimen viel bedeute. Die Türkei hatte unmittelbar vor der Reise bewusst darauf bestanden, an den Papst selbst eine offizielle Einladung in ihr Land auszusprechen. Ursprünglich war er nur vom ökumenischen Patriarchen von Konstantinopel Bartholomäus I. eingeladen gewesen.

### Weitere Reaktionen
Auf der Internetseite des US-amerikanischen, islamischen Magazins Islamica wurde am 14. Oktober 2006 ein offener Brief an den Papst veröffentlicht; in der Januar-Ausgabe 2007 des Magazins erschienen eine ausführliche Analyse und ein Kommentar der Rede. Der Brief akzeptiert die Klarstellung des Papstes, kritisiert wurden allerdings auch Irrtümer im Verständnis des Korans und der islamischen Philosophie. Unterzeichnet wurde der Brief von 38 muslimischen Imamen und Großmuftis – u. a. die Großmuftis aus Ägypten, Russland, Bosnien, Kroatien und der Türkei, allerdings ohne Vertreter der maßgeblichen Zentren islamischer Gelehrsamkeit Kairo, Medina und Mekka –, und die einen „ehrlichen Dialog“ suchten.
Das spirituelle Oberhaupt der Ahmadiyya-Muslime,  Khalifat ul-Masih V., hielt drei Freitagsansprachen als Antwort zu der Papstrede, die weltweit per Fernsehsender Muslim Television Ahmadiyya und Webstream ausgestrahlt wurden. 2007 veröffentlichte die Gemeinschaft im „Verlag der Islam“ ein über 300-seitiges Buch „Glaube und Vernunft aus islamischer Perspektive“, in dem die Thesen aus islamischer Sicht diskutiert werden.
Das geistliche Oberhaupt Irans, Ayatollah Ali Khamenei, bezeichnete die Papstrede als das „letzte Glied eines Komplotts für einen Kreuzzug“. Dagegen zeigte sich der ehemalige iranische Staatspräsident Mohammed Khatami moderat und warnte vor einem übereilten Urteil. Khatami betonte, man solle erst den gesamten Text der Rede lesen, bevor man Aussagen über deren Inhalt machen könne. „Folgerungen“, wie sie „zur Zeit gezogen“ werden, kämen von „uninformierten und fanatischen Menschen“. Er selber habe den Papst als einen sehr gebildeten und geduldigen Mann kennen gelernt. Der iranische Präsident Mahmud Ahmadineschad war durch die Stellungnahme des Vatikans zufriedengestellt. In einem im italienischen Privatfernsehen TG5 ausgestrahlten Video der radikalislamistischen Organisation Al-Qaida wurde eine Morddrohung gegen Papst Benedikt XVI. ausgesprochen. Dieser habe sich in eine Reihe mit George W. Bush und Tony Blair gestellt, heißt es in der Botschaft. Die Sicherheitsvorkehrungen für das Angelusgebet am 17. September 2006 wurden daraufhin verstärkt.
Vereinzelte reformorientierte Muslime im Westen, wie etwa der französisch-tunesische Schriftsteller Abdelwahab Meddeb, haben sich dagegen hinter den Papst gestellt: „Er darf keinesfalls den Disput abmildern und sich einschüchtern lassen. Er hat sich bereits zu sehr entschuldigt“.
Am 13. Oktober 2007 veröffentlichten 138 muslimische Gelehrte einen 29-seitigen offenen Brief („Ein gemeinsames Wort zwischen Uns und Euch“) an die christlichen Religionsoberhäupter, in dem sie zum Dialog über Gemeinsamkeiten der beiden Religionen aufforderten. Die Initiative gilt als historisches Ereignis, da sich erstmals muslimische Führer aus unterschiedlichen Richtungen und Ländern zusammengefunden haben, die die überwiegende Mehrheit islamischer Glaubensrichtungen vertreten. Papst Benedikt nahm das Angebot zum Dialog am 19. November an.

### Spekulationen über die Motive des Mordes an einer Ordensfrau
Die 65-jährige italienische Nonne Schwester Leonella Sgorbati, Mitarbeiterin in einem SOS-Kinderdorf-Krankenhaus, wurde am 17. September 2006 in Mogadischu zusammen mit ihrem Leibwächter von unbekannten Tätern erschossen. Diese Tat bot Anlass für Spekulationen über die Motive. Yusuf Mohamed Siad, der Sicherheitsbeauftragte der die Kontrolle über Mogadischu innehabenden Union islamischer Gerichte, stellte die Tat im Zusammenhang mit der Papstrede – Zitat: „Wir nehmen an, dass die Tat im Zusammenhang mit den Äußerungen des Papstes steht.“ Dagegen äußert sich Willy Huber, der Regionaldirektor SOS-Kinderdörfer: „Ein Ort wie Mogadischu ist unberechenbar, und es ist schwer zu sagen, was das Motiv ist.“ Leonella Sgorbati, die seit vier Jahren in dem österreichischen S.O.S.-Krankenhaus gearbeitet hatte, lebte seit rund 40 Jahren in Mogadischu und Nairobi. Zwei Verdächtige wurden mittlerweile festgenommen.

## Analysen
Nach dem Eklat um das Zitat wurde die Regensburger Rede Gegenstand umfassenderer Analysen. So stellte Jobst Paul vom Duisburger Institut für Sprach- und Sozialforschung die Rede in den Zusammenhang mit Ratzingers bisheriger wissenschaftlicher Arbeit zum hellenistischen Christentum, die Eingang fand in seine Bonner Antrittsvorlesung von 1959, in die Enzyklika Fides et ratio (1998) von Johannes Paul II., in zahlreiche Publikationen Ratzingers und in die Erklärung Dominus Iesus (2000). Unter Berücksichtigung von kirchenpolitischen und theologischen Aspekten kommt Jobst Paul dabei zu dem Schluss, „(d)ie Regensburger Rede erscheint als Indiz für die Zuspitzung eines innerkirchlichen Konflikts zwischen Unvereinbarem, zwischen jesuanischem und thomistischem Religionsverständnis, zwischen christlich-jüdischer Ethik und kirchlicher Macht in Zeiten kirchlichen Machtverlusts“.
Wenig Beachtung scheint bei der Kontroverse gefunden zu haben, warum wohl der Papst ausgerechnet einen byzantinischen Kaiser, also einen Griechen, zur Verdeutlichung seines Religionsverständnisses zitierte. Manuel II. war als (ost-)römischer Kaiser das damalige weltliche Oberhaupt der orthodoxen Kirche und dem Patriarchen und der orthodoxen Kirche gegenüber qua Amt weisungsbefugt. Er gilt überdies als einer der gebildetsten Herrscher des Byzantinischen Reiches. Der Papst als Oberhaupt der Katholiken stellt in seiner Rede mit dem Zitieren eines Oberhauptes der orthodoxen Kirche eben nicht nur erhebliche Unterschiede des katholischen Religionsverständnisses zum protestantischen und islamischen fest, sondern auch eine quasi identische Auffassung über das Wesen Gottes zwischen katholischer und orthodoxer Kirche, ungeachtet des Schismas von 1054. Es ist dabei unerheblich, dass dieses Zitat schon über 600 Jahre alt ist. Wichtig ist nur, dass es bereits aus der Zeit nach dem Schisma und überdies von einem ausgewiesenen Verfechter griechisch-orthodoxer Eigenständigkeit stammt.
Die Regensburger Rede ist damit, gerade im Vorgriff auf den Besuch beim Ökumenischen Patriarchen Ende 2006, auch ein wichtiges, wenn auch subtiles Signal des Respekts und der Wertschätzung an die orthodoxen Kirchen. Angesichts Benedikts Bestrebens einer Wiederherstellung der Kircheneinheit mit der Orthodoxie sollte dieser Aspekt der Rede daher nicht unterschätzt werden.
Das Seminar für Allgemeine Rhetorik der Eberhard Karls Universität Tübingen wählte die Vorlesung des Papstes am 18. Dezember zur „Rede des Jahres 2006“. Die Rede sei gezielt missverstanden worden, stellte die Jury fest. Im Zeitalter religiöser Fundamentalismen bedeute die Rede „eine höchst engagierte, argumentativ präzise und historisch gesättigte Ortsbestimmung christlichen Glaubens aus griechischem Geist“ und sei „in ihrer vielstimmigen und doch geradlinigen Komposition meisterhaft gebaut“.
Insbesondere nach dem Türkeibesuch Papst Benedikt XVI. beurteilten viele zunächst kritische Stimmen die Rede neu. Die islamische Zeitung „Zaman“ sprach davon, dass „der Dialog der Religionen nun wirklich in Gang gekommen sei“ und Die Zeit – zunächst sehr barsch in ihrer Kritik – sprach nun anerkennend vom „Weisen im Morgenland“ der „in der islamischen Welt zur wichtigsten Autorität des Westens wird“.
Abschließend sagte Karl Kardinal Lehmann, der Vorsitzende der Deutschen Bischofskonferenz, in Bezug auf die Vorlesung von Regensburg, dass es nichts zurückzunehmen oder zu entschuldigen gebe. Wenn die Diskussion um die Rede dazu gedient haben sollte, dass der Dialog zwischen Christentum und Islam ernsthafter werde, habe sie ihren guten Sinn gehabt.